# ساب تكافل
ساب تكافل هي شركة مساهمة سعودية سابقة، أنتهت أعمالها بدمجها في شركة ولاء للتأمين التعاوني في يوم الأربعاء 23-03-1444هـ  الموافق 19 أكتوبر 2022.
الشركة كانت قد تأسست في الخامس عشر من مايو عام 2007، يبلغ رأس مال الشركة ثلاثمئة وأربعين مليون ريال سعودي، ويعد البنك السعودي البريطاني من المساهمين الرئيسيين إذ تبغ مساهمتها 32.50%، أما شركة اتش اس بي سي آسيا القابضة فتبلغ مشاركتها في الشركة 31%،[بحاجة لتحديث] تقدم الشركة منتجات التكافل العائلي والتكافل العام، بما فيها برامج التكافل للتعليم، والادخار، والتقاعد وبرامج التكافل لحماية المنازل، وبرامج تأمين السفر والحوادث الشخصية.